# Platyxantha ventralis
Platyxantha ventralis es una especie de insecto coleóptero de la familia Chrysomelidae.
Fue descrita científicamente en 1864 por Baly.